# Гайнуллина, Алсу Аскаровна
Алсу Аскаровна Гайну́ллина  (р. 1957) — артистка Татарского Государственного академического театра им. Г. Камала. Народная артистка РФ (1996). Лауреат Государственной премии РСФСР (1990).

## Биография
Родилась 7 мая 1957 года в селе Старое Дрожжаное (ныне Республика Татарстан). В 1977 году окончила Казанское театральное училище (курс М. X. Салимжанова) и в этом же году начала работу в Татарском государственном академическом театре имени Г. Камала.

## Награды и премии
- 1982 год — заслуженная артистка Татарской АССР;
- 1987 год — народная артистка Татарской АССР;
- 1990 год — Государственная премия РСФСР в области театрального искусства — за исполнение роли Ларисы дмитриевны Огудаловой
- 1996 год — народная артистка РФ;
- 2012 год — Государственная премия Республики Татарстан имени Габдуллы Тукая[2]

## Семья
- супруг — Хайруллин Ильдар Зиннурович, известный Татарском государственном академическом театре имени Г. Камала, педагог, заслуженный и народный артист РТ. Заслуженный артист РФ.
- сын — Хайруллин Искандер Ильдарович известный актёр Татарском государственном академическом театре имени Г. Камала, заслуженный и народный артист Республики Татарстан, лауреат Государственной премии РТ им. Г.Тукая[3]

## Общественная позиция
В марте 2014 года Гайнуллина поддержала аннексию Крыма, подписала письмо президенту России Владимиру Путину в поддержку аннексии.